# Nordegeiska öarna
Nordegeiska öarna skapades 1987, och är en av Greklands tretton regioner. Den uppdelades till 2010 i de tre prefekturerna Chios, Lesbos och Samos. Perfekturenerna ändrades 2011 till regiondelarna Chios, Ikaria tidigare del av Samos, Lemnos tidigare del av Lesbos, Lesbos och Samos.